# Nederland Amerika Instituut
Het Nederland Amerika Instituut (NAI) is een in 1946 opgerichte organisatie die tot doel had kennis en expertise die tijdens de Tweede Wereldoorlog was opgedaan in de Verenigde Staten voor Nederland beter toegankelijk te maken. 
Het Instituut omvatte een bibliotheek en documentatiecentrum, en was tevens betrokken bij de selectie van deelnemers aan verschillende uitwisselingsprogramma's. Het NAI selecteerde jongeren die een jaar in Amerika naar de highschool wilden voor organisaties als de American Field Service (AFS) en The Experiment in International Living (EIL). Ook verzorgde het NAI de selectie van kandidaten voor het Fulbright-programma, om een periode aan een Amerikaanse universiteit te studeren of onderzoek te doen. 
Een van de oprichters en de directeur van het NAI was Wobbina Kwast. In 1952 werd het NAI opgeheven en werden de werkzaamheden grotendeels voortgezet door de Netherland America Commission for Educational Exchange (NACEE). De NACEE opereert tegenwoordig onder de naam Fulbright Center. 
De NAI is nadat het in 1952 opgeven is verdergegaan onder het beheer van de familie Schijven. NAI heeft zich toentertijd gevestigd in Limburg, door deze verandering is NAI veranderd in NAIL. NAIL staat voor Nederland Amerika Instituut Limburg en is in 1952 opgericht. 

## NAIL
Het Nederlands Amerika Instituut Limburg (NAIL) is een onafhankelijke organisatie die de betrekkingen tussen burgers van Nederland, de Verenigde Staten van Amerika en andere landen bevordert. Het is gericht op de provincie Limburg. Het werd opgericht in 1952 en blijft tot op de dag van vandaag sterk dankzij de speciale band tussen Limburg en de VS sinds de bevrijding in 1944-1945, waar de VS een centrale rol speelde, en dankzij de sterke banden die voortkwamen uit de NAVO en het Amerikaanse leger aanwezigheid in de regio. 
De NAIL is een niet-politieke organisatie en de meeste leden maken deel uit van militaire en/of civiele nationale en/of internationale entiteiten. Vandaag heeft de NAIL ongeveer 300 leden bestaande uit Amerikaanse, Belgische, Britse, Nederlandse, Duitse, Ierse, Italiaanse en Spaanse onderdanen en onderhoudt zij goede relaties met gelijkaardige organisaties.
De NAIL is een platform dat mensen in staat stelt om met elkaar in contact te komen, synergieën te identificeren en netwerken op te zetten die leiden tot wederzijds begrip en waardering. Dit platform genereert een breed scala aan activiteiten. Belangrijke NAIL-evenementen zijn de jaarlijkse Memorial Eve-bijeenkomst en deelname aan Memorial Day Services de volgende dag, en de viering van de verjaardag van de Nederlandse koning, Willem-Alexander. Andere activiteiten zijn diner- en dansevenementen met een thema, biergesprekken, vergaderingen, bezoeken aan lokale brouwerijen, internationale organisaties zoals EUROCONTROL en Europese instellingen zoals het EU-parlement en de Europese Commissie, historische bezienswaardigheden en musea.

## Bestuur
Het huidige bestuur van NAIL bestaat uit 7 bestuursleden. 
| Bestuur NAIL 2024      | Naam                   |
| ---------------------- | ---------------------- |
| Voorzitter             | Mrs. Marjo Thijssen    |
| Vice Voorzitter        | Mr. Bas Eijssen        |
| Penningmeester         | Mss. Sabine vd Ploeg   |
| Secretaris             | Mr. Roger Schijven     |
| Evenementencoördinator | Mrs. Nicole Schijven   |
| Social Media           | Mr. Levi Pieroen       |
| Board Member           | Mr. Bart van de Heuvel |